# Elsa Morante

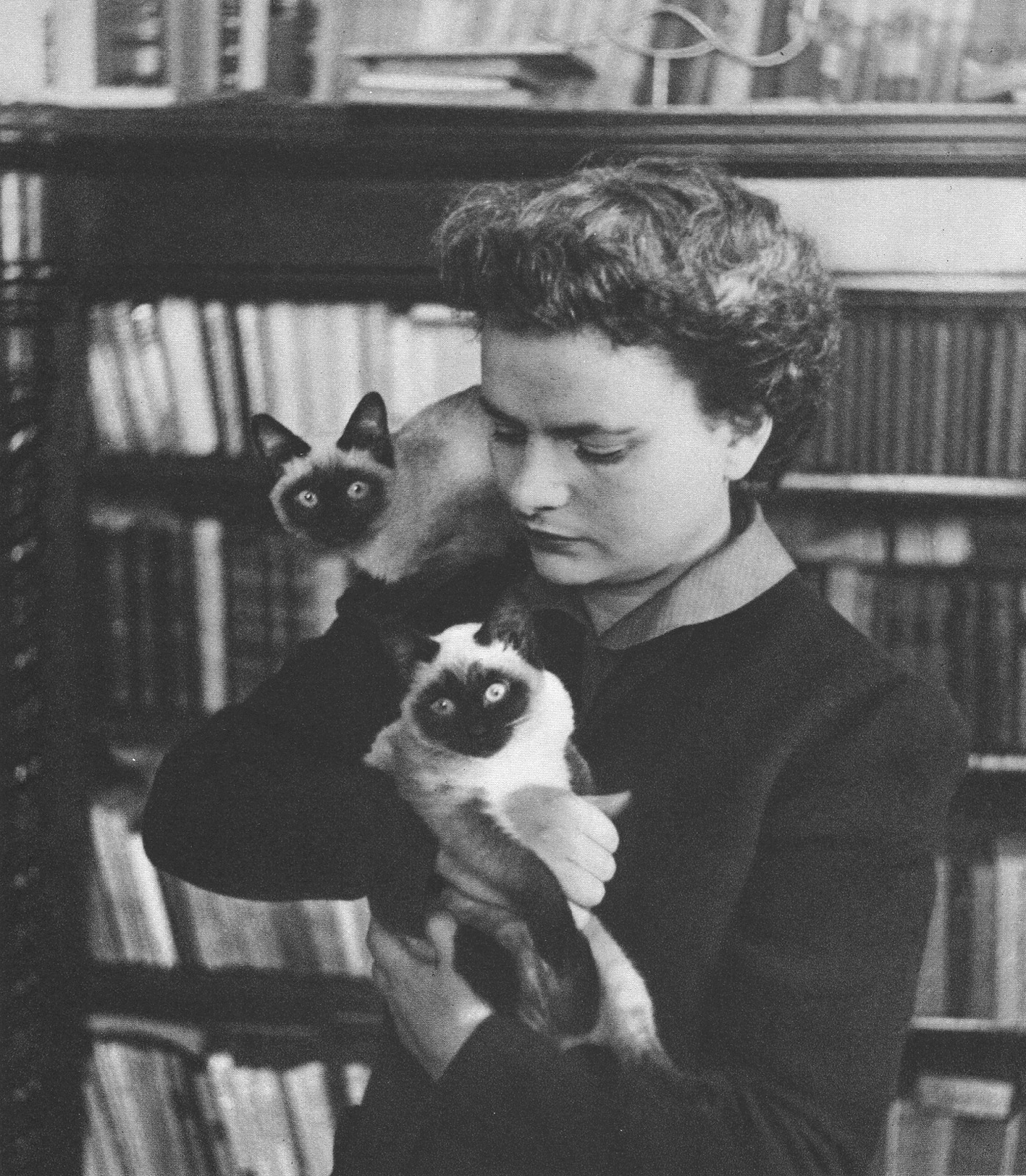
Elsa Morante in ihrer Wohnung in Rom

Elsa Morante (* 18. August 1912 in Rom; † 25. November 1985 ebenda) war eine italienische Schriftstellerin, die zu den wichtigsten Vertreterinnen der Nachkriegsliteratur gezählt wird.

## Leben
Elsa Morante wurde als zweites von fünf Kindern geboren und stammte aus dem proletarischen römischen Stadtteil Testaccio, in dem sie bis 1922 in der Via Anicia lebte. In diesem Jahr zog sie mit ihrer Familie in den Stadtteil Monteverde Nuovo, westlich des Zentrums von Rom, und besuchte dort das Virgilio-Gymnasium. Bereits mit 18 Jahren, kurz nach dem Abitur, verließ sie ihr Elternhaus und wohnte in den folgenden Jahren in möblierten Zimmern in Rom. Aus Geldmangel beendete sie ihr Literaturstudium, veröffentlichte Gedichte und Erzählungen in Zeitschriften und gab Nachhilfeunterricht in Italienisch und Latein. 

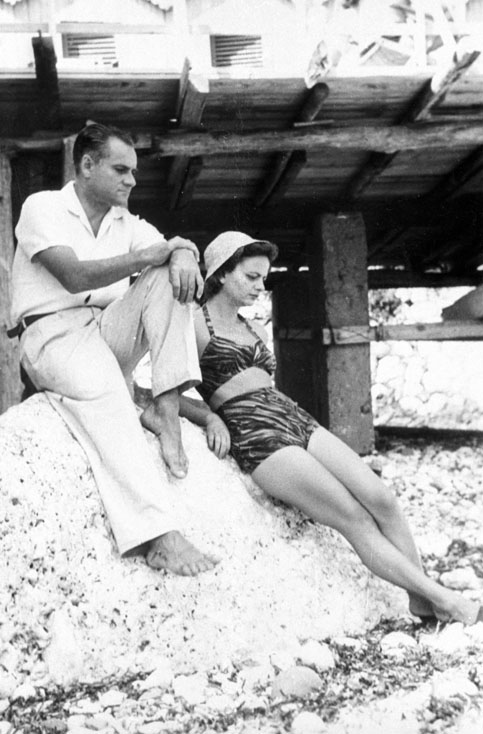
Elsa Morante und Alberto Moravia auf Capri in den 1940er Jahren

 Zu Beginn der 1930er Jahre zog sie in eine kleine Wohnung im Corso Umberto. 1936 lernte sie den Schriftsteller Alberto Moravia kennen. Das Paar heiratete am 14. April 1941 in Rom. Wie ihr Ehemann hatte auch Elsa Morante einen jüdischen Elternteil: Ihre Mutter, die aus der Nähe von Modena stammende Grundschullehrerin Irma Poggibonsi, war Jüdin. Ihr leiblicher Vater, Francesco Lo Monaco, stammte aus Sizilien. Ihr gesetzlicher Vater war Augusto Morante, der als Erzieher in einer Besserungsanstalt für Jugendliche in Rom arbeitete. Mit Alberto Moravia, der antifaschistischer Aktivitäten beschuldigt wurde, floh sie im Herbst 1943 nach Fondi und kehrte von dort im Sommer 1944 wieder nach Rom zurück. Mit ihm unternahm sie nach Kriegsende zahlreiche Reisen, nach Spanien, in die UdSSR, nach China und in die USA. 1962 trennte sich das Paar und Alberto Moravia zog aus der gemeinsamen Wohnung in der Via dell’Oca aus. Zu Elsa Morantes besten Freunden zählten Natalia Ginzburg und Pier Paolo Pasolini, der sie Mitte der 1960er Jahre häufig besuchte. Bereits 1959 hatte sie den damals 23-jährigen Maler Bill Morrow während einer Reise nach New York kennengelernt. Zu ihm entwickelte sie eine intensive Freundschaft, die durch einen tödlichen Sturz Morrows im April 1962 tragisch endete.
1980 erlitt Elsa Morante infolge eines Sturzes einen Oberschenkelhalsbruch, von dem sie sich nie wieder erholte. Nachdem sich ihr Gesundheitszustand verschlechtert hatte und sie das Bett nicht mehr verlassen konnte, unternahm sie im Frühjahr 1983 einen Suizidversuch, der jedoch scheiterte. 1985, nachdem sie zweieinhalb Jahre in einer Klinik verbracht hatte, starb Elsa Morante an einem Herzinfarkt in Rom.
Elsa Morante ist die Tante der italienischen Schauspielerin Laura Morante.

## Werk
Seit dem Alter von dreizehn Jahren publizierte Elsa Morante Erzählungen in Zeitungen für Kinder. 1941 erschien ihr erster Erzählband, der später eine erweiterte Neuauflage erfuhr (Der andalusische Schal). Darauf folgte 1948 der erste ihrer vier großen Romane, Lüge und Zauberei, für den ihr im selben Jahr die Hälfte des Premio Viareggio zugesprochen wurde (die andere Hälfte des mit 1.000.000 Lire dotierten Preises ging an Aldo Palazzeschi für I fratelli Cuccoli). Ihr zweiter Roman, Arturos Insel, erhielt 1957 den Premio Strega. 1961 spielte sie eine kleine Rolle in Pasolinis Film Accattone. Mehrere Jahre arbeitete Morante an einem Roman mit dem Titel Senza i conforti della religione, der jedoch nicht veröffentlicht wurde. 1974 erschien der Roman La Storia, der internationale Anerkennung erhielt. Morantes letzter Roman Aracoeli wurde 1984 mit dem Prix Médicis ausgezeichnet.
La Storia war ein bis dahin unerreichter Publikumserfolg. Bis 1974 wurden in Italien, einem „Nichtleserland“ (Der Spiegel), allein 600.000 Bücher verkauft, trotz langanhaltender Kritik der damals in Italien starken und populären Linken. Der Roman galt diesen Kritikern als ideologisch nicht gefestigt: Elsa Morante breite eine individualistische Sicht auf die Geschichte aus, es fehle der klare marxistisch-leninistische Standpunkt. In der linken Tageszeitung Il Manifesto wurde nach dem Erscheinen der von Elsa Morante vom Verleger geforderten bezahlbaren Taschenbuchausgabe einen ganzen Sommer lang in Artikeln und Leserbriefen der Roman kritisiert. Erst in den 1990er Jahren revidierten diese Kritiker ihre Meinung. Elsa Morante gilt heute gerade wegen ihrer unideologischen Perspektive als eine der einflussreichsten Schriftstellerinnen ihrer Generation.

## Werke (Auswahl)
- Il gioco segreto (1941). Erzählungen. Deutschsprachige Ausgabe: Das heimliche Spiel (Hamburg 1966)
- Menzogna e Sortilegio (1948). Roman. Deutschsprachige Ausgabe: Lüge und Zauberei (Zürich 1952)
- L’isola di Arturo (1957). Roman. Deutschsprachige Ausgabe: Arturos Insel (Claassen Hamburg 1959, Wagenbach 2023 von Susanne Hurni-Maehler)
- Lo scialle andaluso (1963). Erzählungen. Deutschsprachige Ausgabe: Der andalusische Schal (Zürich 1960)
- Il mondo salvato dai ragazzini (Die Welt von den Kindern gerettet, 1968). Gedichte
- La Storia (1974). Roman. 
  - La Storia. Übersetzung Hannelise Hinderberger. München: Piper, 1976
  - La Storia. Übersetzung Maja Pflug, Klaudia Ruschkowski. Berlin: Wagenbach, 2024
- Aracoeli (1982). Roman. Deutschsprachige Ausgabe: Aracoeli (Düsseldorf 1984)
- Diario 1938. Tagebuch. Deutschsprachige Ausgabe: Traumtagebuch (Zürich 1990)
- Pro o contro la bomba atomica e altri scritti. Essays. Deutschsprachige Ausgabe: Für oder wider die Atombombe und andere Essays (Zürich 1991)
- Le bellissime avventure di Cateri dalla trecciolina. Kinderbuch. Deutschsprachige Ausgabe: Die wunderbaren Abenteuer von Katinka mit dem Zopf (Hildesheim 1997)
- Racconti dimenticati. Erzählungen. Deutschsprachige Ausgabe: Eine frivole Geschichte über die Anmut und andere Erzählungen (Berlin 2003)

## Sekundärliteratur
- Christian Ferrara: Useppe und die Anderen – Elsa Morantes Kindheitsbild in "La Storia". Grin Verlag, München 2007, ISBN 978-3-638-79496-1.

## Verfilmungen
- 1961: Insel der verbotenen Liebe (L’isola di Arturo)
- 1986: La Storia. Regie Luigi Comencini, mit Claudia Cardinale
- 2023: La Storia. TV-Serie mit Jasmine Trinca als Ida, Francesco Zenga als Antonio "Nino" und Mattia Basciani als Giuseppe "Useppe".